# Tarakaniv, Dubno
Tarakaniv (în ucraineană Тараканів) este localitatea de reședință a comunei Tarakaniv din raionul Dubno, regiunea Rivne, Ucraina.

## Demografie
Componența lingvistică a localității Tarakaniv
     Ucraineană (99,08%)
     Alte limbi (0,61%)
Conform recensământului din 2001, majoritatea populației localității Tarakaniv era vorbitoare de ucraineană (99,08%), existând în minoritate și vorbitori de alte limbi.